# Mangelia senegalensis
Mangelia senegalensis é uma espécie de gastrópode do gênero Mangelia, pertencente a família Mangeliidae.